# Список мемориальных досок Новомосковского административного округа
Список мемориальных досок Новомосковского административного округа — перечень памятных досок, установленных в Новомосковском административном округе города Москвы.
Мемориальные доски наряду с памятниками архитектуры и скульптурными памятниками являются частью исторического и культурного наследия города, наиболее массовой формой увековечивания исторической памяти художественными средствами. До революции 1917 года в Москве насчитывалось не более 20 памятных досок. За прошедшие десятилетия их количество увеличилось в сотни раз. Особенно стремительный рост начался с 1950-х годов. Всего на начало 2020 года в Москве установлено около 1600—1800 памятных досок, 8 из которых — в Новомосковском административном округе. 
Все мемориальные доски Новомосковского административного округа выполнены из камня — 2 из гранита и 6 из мрамора. Форма досок — прямоугольная. Помимо текста доски несут на себе разного рода изображения, в первую очередь портреты тех, кому они посвящены. 

## Легенда
- Посвящена — имя, годы жизни и род деятельности того, в память о ком установлена доска.
- Адрес — адрес здания, на котором установлена доска.
- Надпись — текст надписи на доске (орфография и пунктуация сохранены).
- Описание — цвет, материал и описание элементов доски.
- Авторы — имена авторов доски; если авторы не указаны в источниках, то в ячейке стоит знак «—».
- Год — год установки доски; если год не указан в источниках, то в ячейке стоит знак «—».
- Пр. — ссылки на источники и на элемент доски в «Викиданных» (в виде значка «»).

Список отсортирован в алфавитном порядке по адресу. Сортировка может проводиться по столбцам «Посвящена», «Адрес» и «Год». 

## Список
| Посвящена | Адрес                                                   | Надпись | Описание | Авторы | Год  | Пр.    |
| --- | ------------------------------------------------------- | --- | --- | ------ | ---- | ------ |
| Пастернаку Б. Л. (1890—1960) Поэт | Поселение Внуковское ДСК «Мичуринец», улица Павленко, 3 | В этом доме с 1939 по 1960 год жил и работал поэт Борис Леонидович Пастернак | Доска из серого гранита с бронзовым барельефным портретом                                                           | —      | —    | [ 8 ]  |
| Кондрашёву А. П. (1921—1982) Военный деятель, Герой Советского Союза Чистову Б. П. (1921—1978) Военный лётчик, Герой Советского Союза | Поселение Рязановское Остафьево, улица Троицкая, 1      | В нашей школе учились Герой Советского Союза полковник Кондрашов Александр Петрович Герой Советского Союза полковник Чистов Борис Петрович | Доска из гранита с изображением звезды Героя Советского Союза и георгиевской ленты                                  | —      | 2015 | [ 8 ]  |
| Косичкину Ю. В. (1961—1981) Военнослужащий Слепнёву А. В. (1976—1995) Военнослужащий                                                  | Щербинка, улица 40 лет Октября, 8                       | Косичкин Юрий Вячеславович 01.01.1961―15.04.1981 героически погиб исполняя интернациональный долг в Демократической Республике Афганистан Награжден орденом Красной Звезды и медалью “За Отвагу” Слепнев Александр Васильевич 17.02.1976―19.04.1995 Погиб в г. Самашки Чеченская республика Награжден орденом Мужества | Доска из мрамора с выгравированными портретами и двумя тюльпанами                                                   | —      | 2007 | [ 9 ]  |
| Памяти павших в Великой Отечественной войне                                                                                           | Щербинка, улица Железнодорожная, 4                      | Вечная слава Воинам, рабочим завода, погибшим в боях за Родину в годы Великой Отечественной войны 1941 - 1945 гг | Доска из белого мрамора с изображением пятиконечной звезды и лавровой ветви                                         | —      | 2014 | [ 9 ]  |
| Ижутову Н. С. (1920—1994) Капитан авиации, Герой Советского Союза                                                                     | Щербинка, Остафьевская улица, 9                         | Герой Советского Союза полковник Николай Степанович Ижутов жил в этом доме с 1959 по 1994 год | Доска из мрамора с выгравированным портретом                                                                        | —      | 2001 | [ 9 ]  |
| Шульженко Л. В. (1913—1987) Лётчик, Герой Советского Союза                                                                            | Щербинка, Остафьевская улица, 9                         | Герой Советского Союза военный и полярный лётчик Леонид Владимирович Шульженко жил в этом доме с 1959 по 1987 год | Доска из мрамора с выгравированным изображением звезды Героя Советского Союза и самолёта, летящего над земным шаром | —      | 2014 | [ 10 ] |
| Флягину А. И. Лётчик | Щербинка, Остафьевская улица, 12                        | В этом доме с 1975 по 2003 год проживал заслуженный летчик СССР, полковник Флагин Алексей Иванович | Доска из мрамора с выгравированным портретом                                                                        | —      | 2014 | [ 10 ] |
| Жданову В. И. Лётчик | Щербинка, Остафьевская улица, 12                        | В этом доме с 1973 по 2004 год проживал участник Великой Отечественной войны заслуженный летчик СССР полковник Жданов Василий Иванович | Доска из мрамора с выгравированным портретом                                                                        | —      | 2014 | [ 10 ] |